# Dictyodendrillidae
Dictyodendrillidae is een familie van sponsdieren uit de klasse van de Demospongiae (gewone sponzen). 

## Geslachten
- Acanthodendrilla Bergquist, 1995
- Dictyodendrilla Bergquist, 1980
- Igernella Topsent, 1905
- Spongionella Bowerbank, 1862